# Niche (økologi)
 For alternative betydninger, se Niche. (Se også artikler, som begynder med Niche)
I økologien er niche beskrevet sådan af Eugene P. Odum: Mens habitaten er en arts sted, så er nichen dens levevej. Nichen beskrives ved det sæt af vilkår, som en art er tilpasset. Antallet af nicher i et område sætter af samme grund begrænsninger for områdets biodiversitet. Desuden er der to forhold, der kan være årsager til, at nicherne alligevel ikke er udfyldt af de tilpassede arter:
1. at de pågældende arter ikke er i stand til at sprede sig til habitaten
2. at andre arter udkonkurrerer eller æder de nyankomne, før de får sig etableret

Omvendt giver nicherne muligheder for at de forskellige populationer kan leve i homøostatiske dyre- og plantesamfund. Det ser ud til, at successionen vil fremkalde flere og flere forskellige nicher i den enkelte biotop.
Et arts niche er defineret som "Et n-dimensionalt hypervolumen i økosystemet", i.e. en arts niche er dets særlige sted og rolle i dette "rum". Man siger at det er en artens måde at leve og overleve på mht.: levested, fødevalg etc. Det er vigtigt at bemærke at niche og habitat ikke er det samme. En habitat er et fysisk sted, det er et område man kan måle op med målebånd. Man kan opdele i fundemental niche og realiserede niche. Den fundamentale niche er den niche arten kan udfylde. Den realiserede niche er den niche arten faktisk udfylder indenfor den fundamentale niche.
Eksempelvis vil opblomstring af alger skabe et antal nicher, som kan udnyttes af algeædende dafnier. Men hvis biotopen er isoleret, så fiskebestanden udelukkende består af "skidtfisk" (Fredfisk: skalle, brasen, flire...), så holder de dafniebestanden nede. Det fastholder det eutrofierede successionstrin, hvor plantesamfundet er domineret af alger, mens dyresamfundet er domineret af skidtfisk. Ved at fiske søen fri for disse fisk og lade rovfisk som gedde og aborre få nicher, de kan leve i, skaffer man dafnierne leverum til at æde algerne. Osv. osv.